# Назарова (присілок)
Наза́рова (рос. Назарова) — присілок у складі Шадрінського району Курганської області, Росія. Входить до складу Нижньоплевської сільської ради.
Населення — 8 осіб (2010, 5 у 2002).
Національний склад станом на 2002 рік: росіяни — 100 %.